# سباق جائزة لامارسييز الكبرى 2025
سباق جائزة لامارسييز الكبرى 2025 (بالفرنسية: Grand Prix La Marseillaise 2025) هو سباق دراجات هوائية من فئة  1.1، وهو الموسم السابع والأربعين من سباق جائزة لامارسييز الكبرى، وأقيم في 2 فبراير 2025 ضمن سباقات طواف أوروبا للدراجات 2025.
فاز بالمركز الأول Valentin Ferron ‏، وحلَّ في المركز الثاني Vincent Van Hemelen ‏، بينما جاء فرنسيسكو غالفان في المركز الثالث.

## الفرق
| فرق عالمية (6)- Cofidis - Arkéa-B&B Hotels - Decathlon AG2R La Mondiale Team - Groupama-FDJ - Ineos Grenadiers - Alpecin-Deceuninck فرق برو (9)- Team TotalEnergies - برجس بي إتش ‏ - أوسكالتيل أوسكادي 2025 ‏ - Unibet Tietema Rockets ‏ - بنجوال باوليز ساوكس دبليو بي ‏ - كاجا رورال-سيغوروس 2025 ‏ - Israel-Premier Tech - Lotto - Equipo Kern Pharma ‏ فرق قارية (5)- CIC U Nantes Atlantique ‏ - Van Rysel–Roubaix ‏ - Nice Métropole Côte d'Azur ‏ - إتش بي بي تي بي – أوبير 93 ‏ - بلترامي تي إس أيه–مارشيول ‏ |  |
| |  |

## المشاركون
| Groupama-FDJ GFC | Groupama-FDJ GFC     | Groupama-FDJ GFC |
| ---------------- | -------------------- | ---------------- |
| م                | عداء                 | مرتبة            |
| 1                | Kevin Geniets ‏       | 16               |
| 2                | Clément Braz Afonso ‏ | 33               |
| 3                | ريمي كافانيا         | 106              |
| 4                | Thibaud Gruel ‏       | 54               |
| 5                | جون جاكوبس           | 104              |
| 6                | أوليفييه لو جاك      | 87               |
| 7                | Maxime Decomble ‏     | 63               |

| Decathlon-AG2R La Mondiale DAT | Decathlon-AG2R La Mondiale DAT | Decathlon-AG2R La Mondiale DAT |
| ------------------------------ | ------------------------------ | ------------------------------ |
| م                              | عداء                           | مرتبة                          |
| 11                             | Oscar Chamberlain ‏             | 103                            |
| 12                             | يجف دي بوندت                   | 83                             |
| 13                             | Pierre Gautherat ‏              | 122                            |
| 14                             | Rasmus Søjberg Pedersen ‏       | 111                            |
| 15                             | Gianluca Pollefliet ‏           | OTL                            |
| 16                             | Nicolas Prodhomme ‏             | 7                              |
| 17                             | Paul Seixas ‏                   | 5                              |

| Arkéa-B&B Hotels ARK | Arkéa-B&B Hotels ARK      | Arkéa-B&B Hotels ARK |
| -------------------- | ------------------------- | -------------------- |
| م                    | عداء                      | مرتبة                |
| 21                   | أموري كابيو               | 44                   |
| 22                   | ايلي جيسبرت               | 114                  |
| 23                   | أنتوني ديلابلاسي          | 99                   |
| 24                   | Thibault Guernalec ‏       | 85                   |
| 25                   | Embret Svestad-Bårdseng ‏  | 29                   |
| 26                   | Pierre Thierry (cyclist) ‏ | 124                  |
| 27                   | Kévin Vauquelin ‏          | 20                   |

| Cofidis COF | Cofidis COF              | Cofidis COF |
| ----------- | ------------------------ | ----------- |
| م           | عداء                     | مرتبة       |
| 31          | دامين توزي               | 15          |
| 32          | Valentin Ferron ‏         | 1           |
| 33          | Clément Izquierdo ‏       | 68          |
| 34          | Oliver Knight (cyclist) ‏ | 78          |
| 35          | Sam Maisonobe ‏           | 43          |
| 36          | أنتوني بيريز             | 66          |
| 37          | بنجامين توماس            | 38          |

| Ineos Grenadiers IGD | Ineos Grenadiers IGD | Ineos Grenadiers IGD |
| -------------------- | -------------------- | -------------------- |
| م                    | عداء                 | مرتبة                |
| 41                   | عمر فريل             | 36                   |
| 42                   | Axel Laurance ‏       | 8                    |
| 43                   | Victor Langellotti ‏  | 22                   |
| 44                   | سالفاتوري بوتشيو     | 84                   |
| 45                   | Artem Shmidt ‏        | 69                   |
| 46                   | Josh Tarling ‏        | 70                   |
| 47                   | بن تورنر             | 21                   |

| Alpecin-Deceuninck ADC | Alpecin-Deceuninck ADC | Alpecin-Deceuninck ADC |
| ---------------------- | ---------------------- | ---------------------- |
| م                      | عداء                   | مرتبة                  |
| 51                     | جيمي يانسون            | OTL                    |
| 52                     | Timo Kielich ‏          | 19                     |
| 53                     | Stan Van Tricht ‏       | 96                     |
| 54                     | Luca Vergallito ‏       | 30                     |
| 55                     | BEL                    | 81                     |
| 56                     | Louis Kitzki‏           | 121                    |
| 57                     | Juri Hollmann ‏         | 72                     |

| Team TotalEnergies TEN | Team TotalEnergies TEN | Team TotalEnergies TEN |
| ---------------------- | ---------------------- | ---------------------- |
| م                      | عداء                   | مرتبة                  |
| 61                     | توماس بونيت            | 94                     |
| 62                     | Alexys Brunel ‏         | 39                     |
| 63                     | Alexandre Delettre ‏    | 12                     |
| 64                     | Rayan Boulahoite ‏      | 76                     |
| 65                     | Sandy Dujardin ‏        | 46                     |
| 66                     | بيير لاتور             | 102                    |
| 67                     | Valentin Retailleau ‏   | 98                     |

| Unibet Tietema Rockets ‏ RKT | Unibet Tietema Rockets ‏ RKT | Unibet Tietema Rockets ‏ RKT |
| --------------------------- | --------------------------- | --------------------------- |
| م                           | عداء                        | مرتبة                       |
| 71                          | Adrien Maire ‏               | 23                          |
| 72                          | أندرياس ستوكبرو             | 40                          |
| 73                          | Axel Huens ‏                 | 24                          |
| 74                          | Hartthijs de Vries ‏         | 64                          |
| 75                          | Lukáš Kubiš ‏                | 59                          |
| 76                          | Killian Verschuren ‏         | 37                          |
| 77                          | Tomáš Kopecký (cyclist) ‏    | 112                         |

| برجس بي إتش ‏ BBH | برجس بي إتش ‏ BBH          | برجس بي إتش ‏ BBH |
| ---------------- | ------------------------- | ---------------- |
| م                | عداء                      | مرتبة            |
| 81               | مرحاوي قدس                | لم يكمل السباق   |
| 82               | David Delgado Higueruelo ‏ | 52               |
| 83               | خوسيه مانويل دياز         | 25               |
| 84               | Ángel Fuentes ‏            | 95               |
| 85               | ESP                       | 58               |
| 86               | Sainbayaryn Jambaljamts ‏  | 17               |
| 87               | Clément Alleno ‏           | 45               |

| كاجا رورال-سيغوروس ‏ CJR | كاجا رورال-سيغوروس ‏ CJR | كاجا رورال-سيغوروس ‏ CJR |
| ----------------------- | ----------------------- | ----------------------- |
| م                       | عداء                    | مرتبة                   |
| 91                      | Alex Díaz Álvarez ‏      | 115                     |
| 92                      | Samuel Fernández ‏       | 88                      |
| 93                      | Jaume Guardeño ‏         | 60                      |
| 94                      | Joseba López ‏           | 56                      |
| 95                      | Alex Molenaar ‏          | 10                      |
| 96                      | Francisco Peñuela ‏      | 82                      |
| 97                      | إدوارد براديس           | 4                       |

| Equipo Kern Pharma ‏ EKP | Equipo Kern Pharma ‏ EKP | Equipo Kern Pharma ‏ EKP |
| ----------------------- | ----------------------- | ----------------------- |
| م                       | عداء                    | مرتبة                   |
| 101                     | فرنسيسكو غالفان         | 3                       |
| 102                     | Unai Aznar ‏             | 108                     |
| 103                     | Pau Miquel ‏             | 9                       |
| 104                     | Mikel Retegi ‏           | 41                      |
| 105                     | Antonio Jesús Soto ‏     | 107                     |
| 106                     | Haimar Etxeberria ‏      | لم يكمل السباق          |

| أوسكالتيل أوسكادي ‏ EUS | أوسكالتيل أوسكادي ‏ EUS | أوسكالتيل أوسكادي ‏ EUS |
| ---------------------- | ---------------------- | ---------------------- |
| م                      | عداء                   | مرتبة                  |
| 111                    | Jokin Murguialday ‏     | 67                     |
| 112                    | Iker Mintegi ‏          | 14                     |
| 114                    | Xabier Isasa ‏          | 35                     |
| 115                    | GBR                    | 51                     |
| 116                    | Paul Hennequin ‏        | 125                    |
| 117                    | Gotzon Martín ‏         | 6                      |

| Lotto LOT | Lotto LOT                  | Lotto LOT      |
| --------- | -------------------------- | -------------- |
| م         | عداء                       | مرتبة          |
| 121       | Jarrad Drizners ‏           | 57             |
| 122       | Joshua Giddings (cyclist) ‏ | لم يكمل السباق |
| 123       | سيباستيان غرينيار ‏         | 77             |
| 124       | Lionel Taminiaux ‏          | 118            |
| 125       | Baptiste Veistroffer ‏      | 71             |
| 126       | يوناس غريغارد              | 42             |

| سبورت فلاندرين بالويس ‏ TFB | سبورت فلاندرين بالويس ‏ TFB | سبورت فلاندرين بالويس ‏ TFB |
| -------------------------- | -------------------------- | -------------------------- |
| م                          | عداء                       | مرتبة                      |
| 131                        | أليكس كولمان ‏              | 49                         |
| 132                        | Jonas Geens ‏               | 101                        |
| 133                        | BEL                        | 89                         |
| 134                        | Vincent Van Hemelen ‏       | 2                          |
| 135                        | Dylan Vandenstorme ‏        | 48                         |
| 136                        | Ward Vanhoof ‏              | 47                         |
| 137                        | Victor Vercouillie ‏        | 113                        |

| بنجوال باوليز ساوكس دبليو بي ‏ WB2 | بنجوال باوليز ساوكس دبليو بي ‏ WB2 | بنجوال باوليز ساوكس دبليو بي ‏ WB2 |
| --------------------------------- | --------------------------------- | --------------------------------- |
| م                                 | عداء                              | مرتبة                             |
| 141                               | Jocelyn Baguelin ‏                 | 50                                |
| 142                               | Luca De Meester ‏                  | لم يكمل السباق                    |
| 143                               | BEL                               | 75                                |
| 144                               | Victor Papon ‏                     | 116                               |
| 145                               | ماركو تيزا                        | 11                                |
| 146                               | Axandre Van Petegem ‏              | 92                                |
| 147                               | Jelle Vermoote ‏                   | 132                               |

| Team Solution Tech–Vini Fantini ‏ TFT | Team Solution Tech–Vini Fantini ‏ TFT | Team Solution Tech–Vini Fantini ‏ TFT |
| ------------------------------------ | ------------------------------------ | ------------------------------------ |
| م                                    | عداء                                 | مرتبة                                |
| 151                                  | دافيد بالداكيني ‏                     | 93                                   |
| 152                                  | أليكساندر بالمر                      | 28                                   |
| 153                                  | Lorenzo Quartucci ‏                   | 18                                   |
| 154                                  | Felix James Meo ‏                     | 105                                  |
| 155                                  | Andrea Piras ‏                        | 80                                   |
| 156                                  | ITA                                  | لم يكمل السباق                       |
| 157                                  | كريستيان سباراغلي                    | 79                                   |

| إتش بي بي تي بي – أوبير 93 ‏ AUB | إتش بي بي تي بي – أوبير 93 ‏ AUB | إتش بي بي تي بي – أوبير 93 ‏ AUB |
| ------------------------------- | ------------------------------- | ------------------------------- |
| م                               | عداء                            | مرتبة                           |
| 161                             | Lucas Beneteau ‏                 | 26                              |
| 162                             | FRA                             | 13                              |
| 163                             | توماس شامبيون                   | 32                              |
| 164                             | Théo Delacroix ‏                 | 61                              |
| 165                             | ألان ريو ‏                       | 110                             |
| 166                             | Yohann Simon ‏                   | 62                              |
| 167                             | Morné van Niekerk ‏              | 128                             |

| CIC U Nantes Atlantique ‏ UCN | CIC U Nantes Atlantique ‏ UCN | CIC U Nantes Atlantique ‏ UCN |
| ---------------------------- | ---------------------------- | ---------------------------- |
| م                            | عداء                         | مرتبة                        |
| 171                          | Ronan Augé ‏                  | 117                          |
| 172                          | Joris Chaussinand ‏           | 53                           |
| 173                          | Corentin Devroute ‏           | 131                          |
| 174                          | FRA                          | 97                           |
| 175                          | Matisse Julien ‏              | 127                          |
| 176                          | Lenaïc Langella ‏             | 74                           |
| 177                          | Axel Mariault ‏               | 120                          |

| Van Rysel–Roubaix ‏ VRR | Van Rysel–Roubaix ‏ VRR | Van Rysel–Roubaix ‏ VRR |
| ---------------------- | ---------------------- | ---------------------- |
| م                      | عداء                   | مرتبة                  |
| 181                    | بابتيست بلانكايرت      | 55                     |
| 182                    | Killian Théot ‏         | 119                    |
| 183                    | Rémi Capron ‏           | 31                     |
| 184                    | Célestin Guillon ‏      | 73                     |
| 185                    | Maxime Jarnet ‏         | 86                     |
| 186                    | Maximilien Juillard ‏   | 129                    |
| 187                    | كيني مولي              | 27                     |

| Nice Métropole Côte d'Azur ‏ NMC | Nice Métropole Côte d'Azur ‏ NMC | Nice Métropole Côte d'Azur ‏ NMC |
| ------------------------------- | ------------------------------- | ------------------------------- |
| م                               | عداء                            | مرتبة                           |
| 191                             | Melvin Crommelinck ‏             | لم يكمل السباق                  |
| 192                             | Damien Girard (cyclist) ‏        | 123                             |
| 193                             | Jaakko Hänninen ‏                | 34                              |
| 194                             | Alexander Konijn ‏               | 126                             |
| 195                             | Dylan Massa‏                     | لم يكمل السباق                  |
| 196                             | (Wikidata:Q233)                 | 65                              |
| 197                             | Axel Narbonne-Zuccarelli ‏       | 100                             |

| بلترامي تي إس أيه–مارشيول ‏ BTC | بلترامي تي إس أيه–مارشيول ‏ BTC | بلترامي تي إس أيه–مارشيول ‏ BTC |
| ------------------------------ | ------------------------------ | ------------------------------ |
| م                              | عداء                           | مرتبة                          |
| 201                            | Leonardo Rossi‏                 | 130                            |
| 202                            | Andrea Biancalani‏              | 109                            |
| 203                            | Gabriel Fede‏                   | 90                             |
| 204                            | Giacomo Tagliavini‏             | لم يكمل السباق                 |
| 205                            | Tomasso Anastasia‏              | 91                             |
| 206                            | Raffaele Tela‏                  | لم يكمل السباق                 |
| 207                            | DEN                            | لم يكمل السباق                 |

| Groupama-FDJ GFC | Groupama-FDJ GFC     | Groupama-FDJ GFC |
| ---------------- | -------------------- | ---------------- |
| م                | عداء                 | مرتبة            |
| 1                | Kevin Geniets ‏       | 16               |
| 2                | Clément Braz Afonso ‏ | 33               |
| 3                | ريمي كافانيا         | 106              |
| 4                | Thibaud Gruel ‏       | 54               |
| 5                | جون جاكوبس           | 104              |
| 6                | أوليفييه لو جاك      | 87               |
| 7                | Maxime Decomble ‏     | 63               |

| Decathlon-AG2R La Mondiale DAT | Decathlon-AG2R La Mondiale DAT | Decathlon-AG2R La Mondiale DAT |
| ------------------------------ | ------------------------------ | ------------------------------ |
| م                              | عداء                           | مرتبة                          |
| 11                             | Oscar Chamberlain ‏             | 103                            |
| 12                             | يجف دي بوندت                   | 83                             |
| 13                             | Pierre Gautherat ‏              | 122                            |
| 14                             | Rasmus Søjberg Pedersen ‏       | 111                            |
| 15                             | Gianluca Pollefliet ‏           | OTL                            |
| 16                             | Nicolas Prodhomme ‏             | 7                              |
| 17                             | Paul Seixas ‏                   | 5                              |

| Arkéa-B&B Hotels ARK | Arkéa-B&B Hotels ARK      | Arkéa-B&B Hotels ARK |
| -------------------- | ------------------------- | -------------------- |
| م                    | عداء                      | مرتبة                |
| 21                   | أموري كابيو               | 44                   |
| 22                   | ايلي جيسبرت               | 114                  |
| 23                   | أنتوني ديلابلاسي          | 99                   |
| 24                   | Thibault Guernalec ‏       | 85                   |
| 25                   | Embret Svestad-Bårdseng ‏  | 29                   |
| 26                   | Pierre Thierry (cyclist) ‏ | 124                  |
| 27                   | Kévin Vauquelin ‏          | 20                   |

| Cofidis COF | Cofidis COF              | Cofidis COF |
| ----------- | ------------------------ | ----------- |
| م           | عداء                     | مرتبة       |
| 31          | دامين توزي               | 15          |
| 32          | Valentin Ferron ‏         | 1           |
| 33          | Clément Izquierdo ‏       | 68          |
| 34          | Oliver Knight (cyclist) ‏ | 78          |
| 35          | Sam Maisonobe ‏           | 43          |
| 36          | أنتوني بيريز             | 66          |
| 37          | بنجامين توماس            | 38          |

| Ineos Grenadiers IGD | Ineos Grenadiers IGD | Ineos Grenadiers IGD |
| -------------------- | -------------------- | -------------------- |
| م                    | عداء                 | مرتبة                |
| 41                   | عمر فريل             | 36                   |
| 42                   | Axel Laurance ‏       | 8                    |
| 43                   | Victor Langellotti ‏  | 22                   |
| 44                   | سالفاتوري بوتشيو     | 84                   |
| 45                   | Artem Shmidt ‏        | 69                   |
| 46                   | Josh Tarling ‏        | 70                   |
| 47                   | بن تورنر             | 21                   |

| Alpecin-Deceuninck ADC | Alpecin-Deceuninck ADC | Alpecin-Deceuninck ADC |
| ---------------------- | ---------------------- | ---------------------- |
| م                      | عداء                   | مرتبة                  |
| 51                     | جيمي يانسون            | OTL                    |
| 52                     | Timo Kielich ‏          | 19                     |
| 53                     | Stan Van Tricht ‏       | 96                     |
| 54                     | Luca Vergallito ‏       | 30                     |
| 55                     | BEL                    | 81                     |
| 56                     | Louis Kitzki‏           | 121                    |
| 57                     | Juri Hollmann ‏         | 72                     |

| Team TotalEnergies TEN | Team TotalEnergies TEN | Team TotalEnergies TEN |
| ---------------------- | ---------------------- | ---------------------- |
| م                      | عداء                   | مرتبة                  |
| 61                     | توماس بونيت            | 94                     |
| 62                     | Alexys Brunel ‏         | 39                     |
| 63                     | Alexandre Delettre ‏    | 12                     |
| 64                     | Rayan Boulahoite ‏      | 76                     |
| 65                     | Sandy Dujardin ‏        | 46                     |
| 66                     | بيير لاتور             | 102                    |
| 67                     | Valentin Retailleau ‏   | 98                     |

| Unibet Tietema Rockets ‏ RKT | Unibet Tietema Rockets ‏ RKT | Unibet Tietema Rockets ‏ RKT |
| --------------------------- | --------------------------- | --------------------------- |
| م                           | عداء                        | مرتبة                       |
| 71                          | Adrien Maire ‏               | 23                          |
| 72                          | أندرياس ستوكبرو             | 40                          |
| 73                          | Axel Huens ‏                 | 24                          |
| 74                          | Hartthijs de Vries ‏         | 64                          |
| 75                          | Lukáš Kubiš ‏                | 59                          |
| 76                          | Killian Verschuren ‏         | 37                          |
| 77                          | Tomáš Kopecký (cyclist) ‏    | 112                         |

| برجس بي إتش ‏ BBH | برجس بي إتش ‏ BBH          | برجس بي إتش ‏ BBH |
| ---------------- | ------------------------- | ---------------- |
| م                | عداء                      | مرتبة            |
| 81               | مرحاوي قدس                | لم يكمل السباق   |
| 82               | David Delgado Higueruelo ‏ | 52               |
| 83               | خوسيه مانويل دياز         | 25               |
| 84               | Ángel Fuentes ‏            | 95               |
| 85               | ESP                       | 58               |
| 86               | Sainbayaryn Jambaljamts ‏  | 17               |
| 87               | Clément Alleno ‏           | 45               |

| كاجا رورال-سيغوروس ‏ CJR | كاجا رورال-سيغوروس ‏ CJR | كاجا رورال-سيغوروس ‏ CJR |
| ----------------------- | ----------------------- | ----------------------- |
| م                       | عداء                    | مرتبة                   |
| 91                      | Alex Díaz Álvarez ‏      | 115                     |
| 92                      | Samuel Fernández ‏       | 88                      |
| 93                      | Jaume Guardeño ‏         | 60                      |
| 94                      | Joseba López ‏           | 56                      |
| 95                      | Alex Molenaar ‏          | 10                      |
| 96                      | Francisco Peñuela ‏      | 82                      |
| 97                      | إدوارد براديس           | 4                       |

| Equipo Kern Pharma ‏ EKP | Equipo Kern Pharma ‏ EKP | Equipo Kern Pharma ‏ EKP |
| ----------------------- | ----------------------- | ----------------------- |
| م                       | عداء                    | مرتبة                   |
| 101                     | فرنسيسكو غالفان         | 3                       |
| 102                     | Unai Aznar ‏             | 108                     |
| 103                     | Pau Miquel ‏             | 9                       |
| 104                     | Mikel Retegi ‏           | 41                      |
| 105                     | Antonio Jesús Soto ‏     | 107                     |
| 106                     | Haimar Etxeberria ‏      | لم يكمل السباق          |

| أوسكالتيل أوسكادي ‏ EUS | أوسكالتيل أوسكادي ‏ EUS | أوسكالتيل أوسكادي ‏ EUS |
| ---------------------- | ---------------------- | ---------------------- |
| م                      | عداء                   | مرتبة                  |
| 111                    | Jokin Murguialday ‏     | 67                     |
| 112                    | Iker Mintegi ‏          | 14                     |
| 114                    | Xabier Isasa ‏          | 35                     |
| 115                    | GBR                    | 51                     |
| 116                    | Paul Hennequin ‏        | 125                    |
| 117                    | Gotzon Martín ‏         | 6                      |

| Lotto LOT | Lotto LOT                  | Lotto LOT      |
| --------- | -------------------------- | -------------- |
| م         | عداء                       | مرتبة          |
| 121       | Jarrad Drizners ‏           | 57             |
| 122       | Joshua Giddings (cyclist) ‏ | لم يكمل السباق |
| 123       | سيباستيان غرينيار ‏         | 77             |
| 124       | Lionel Taminiaux ‏          | 118            |
| 125       | Baptiste Veistroffer ‏      | 71             |
| 126       | يوناس غريغارد              | 42             |

| سبورت فلاندرين بالويس ‏ TFB | سبورت فلاندرين بالويس ‏ TFB | سبورت فلاندرين بالويس ‏ TFB |
| -------------------------- | -------------------------- | -------------------------- |
| م                          | عداء                       | مرتبة                      |
| 131                        | أليكس كولمان ‏              | 49                         |
| 132                        | Jonas Geens ‏               | 101                        |
| 133                        | BEL                        | 89                         |
| 134                        | Vincent Van Hemelen ‏       | 2                          |
| 135                        | Dylan Vandenstorme ‏        | 48                         |
| 136                        | Ward Vanhoof ‏              | 47                         |
| 137                        | Victor Vercouillie ‏        | 113                        |

| بنجوال باوليز ساوكس دبليو بي ‏ WB2 | بنجوال باوليز ساوكس دبليو بي ‏ WB2 | بنجوال باوليز ساوكس دبليو بي ‏ WB2 |
| --------------------------------- | --------------------------------- | --------------------------------- |
| م                                 | عداء                              | مرتبة                             |
| 141                               | Jocelyn Baguelin ‏                 | 50                                |
| 142                               | Luca De Meester ‏                  | لم يكمل السباق                    |
| 143                               | BEL                               | 75                                |
| 144                               | Victor Papon ‏                     | 116                               |
| 145                               | ماركو تيزا                        | 11                                |
| 146                               | Axandre Van Petegem ‏              | 92                                |
| 147                               | Jelle Vermoote ‏                   | 132                               |

| Team Solution Tech–Vini Fantini ‏ TFT | Team Solution Tech–Vini Fantini ‏ TFT | Team Solution Tech–Vini Fantini ‏ TFT |
| ------------------------------------ | ------------------------------------ | ------------------------------------ |
| م                                    | عداء                                 | مرتبة                                |
| 151                                  | دافيد بالداكيني ‏                     | 93                                   |
| 152                                  | أليكساندر بالمر                      | 28                                   |
| 153                                  | Lorenzo Quartucci ‏                   | 18                                   |
| 154                                  | Felix James Meo ‏                     | 105                                  |
| 155                                  | Andrea Piras ‏                        | 80                                   |
| 156                                  | ITA                                  | لم يكمل السباق                       |
| 157                                  | كريستيان سباراغلي                    | 79                                   |

| إتش بي بي تي بي – أوبير 93 ‏ AUB | إتش بي بي تي بي – أوبير 93 ‏ AUB | إتش بي بي تي بي – أوبير 93 ‏ AUB |
| ------------------------------- | ------------------------------- | ------------------------------- |
| م                               | عداء                            | مرتبة                           |
| 161                             | Lucas Beneteau ‏                 | 26                              |
| 162                             | FRA                             | 13                              |
| 163                             | توماس شامبيون                   | 32                              |
| 164                             | Théo Delacroix ‏                 | 61                              |
| 165                             | ألان ريو ‏                       | 110                             |
| 166                             | Yohann Simon ‏                   | 62                              |
| 167                             | Morné van Niekerk ‏              | 128                             |

| CIC U Nantes Atlantique ‏ UCN | CIC U Nantes Atlantique ‏ UCN | CIC U Nantes Atlantique ‏ UCN |
| ---------------------------- | ---------------------------- | ---------------------------- |
| م                            | عداء                         | مرتبة                        |
| 171                          | Ronan Augé ‏                  | 117                          |
| 172                          | Joris Chaussinand ‏           | 53                           |
| 173                          | Corentin Devroute ‏           | 131                          |
| 174                          | FRA                          | 97                           |
| 175                          | Matisse Julien ‏              | 127                          |
| 176                          | Lenaïc Langella ‏             | 74                           |
| 177                          | Axel Mariault ‏               | 120                          |

| Van Rysel–Roubaix ‏ VRR | Van Rysel–Roubaix ‏ VRR | Van Rysel–Roubaix ‏ VRR |
| ---------------------- | ---------------------- | ---------------------- |
| م                      | عداء                   | مرتبة                  |
| 181                    | بابتيست بلانكايرت      | 55                     |
| 182                    | Killian Théot ‏         | 119                    |
| 183                    | Rémi Capron ‏           | 31                     |
| 184                    | Célestin Guillon ‏      | 73                     |
| 185                    | Maxime Jarnet ‏         | 86                     |
| 186                    | Maximilien Juillard ‏   | 129                    |
| 187                    | كيني مولي              | 27                     |

| Nice Métropole Côte d'Azur ‏ NMC | Nice Métropole Côte d'Azur ‏ NMC | Nice Métropole Côte d'Azur ‏ NMC |
| ------------------------------- | ------------------------------- | ------------------------------- |
| م                               | عداء                            | مرتبة                           |
| 191                             | Melvin Crommelinck ‏             | لم يكمل السباق                  |
| 192                             | Damien Girard (cyclist) ‏        | 123                             |
| 193                             | Jaakko Hänninen ‏                | 34                              |
| 194                             | Alexander Konijn ‏               | 126                             |
| 195                             | Dylan Massa‏                     | لم يكمل السباق                  |
| 196                             | (Wikidata:Q233)                 | 65                              |
| 197                             | Axel Narbonne-Zuccarelli ‏       | 100                             |

| بلترامي تي إس أيه–مارشيول ‏ BTC | بلترامي تي إس أيه–مارشيول ‏ BTC | بلترامي تي إس أيه–مارشيول ‏ BTC |
| ------------------------------ | ------------------------------ | ------------------------------ |
| م                              | عداء                           | مرتبة                          |
| 201                            | Leonardo Rossi‏                 | 130                            |
| 202                            | Andrea Biancalani‏              | 109                            |
| 203                            | Gabriel Fede‏                   | 90                             |
| 204                            | Giacomo Tagliavini‏             | لم يكمل السباق                 |
| 205                            | Tomasso Anastasia‏              | 91                             |
| 206                            | Raffaele Tela‏                  | لم يكمل السباق                 |
| 207                            | DEN                            | لم يكمل السباق                 |

## التصنيف العام النهائي
| التصنيف العام | التصنيف العام        | التصنيف العام          | التصنيف العام | التصنيف العام |
| العداء        | العداء               | الفريق                 | الوقت         |               |
| ------------- | -------------------- | ---------------------- | ------------- | ------------- |
| 1             | Valentin Ferron ‏     | كوفيديس                | 3 س 57 د 53 ث |               |
| 2             | Vincent Van Hemelen ‏ | سبورت فلاندرين بالويس ‏ | + 0 ث         |               |
| 3             | فرنسيسكو غالفان      | Equipo Kern Pharma ‏    | + 0 ث         |               |
| 4             | إدوارد براديس        | كاجا رورال-سيغوروس ‏    | +             |               |
| 5             | Paul Seixas ‏         | أيه إل أم              | +             |               |
| 6             | Gotzon Martín ‏       | أوسكالتيل أوسكادي ‏     | +             |               |
| 7             | Nicolas Prodhomme ‏   | أيه إل أم              | +             |               |
| 8             | Axel Laurance ‏       | فريق إنيوس             | +             |               |
| 9             | Pau Miquel ‏          | Equipo Kern Pharma ‏    | +             |               |
| 10            | Alex Molenaar ‏       | كاجا رورال-سيغوروس ‏    | + 0 ث         |               |
|               |                      |                        |               |               |
|               |                      |                        |               |               |